# Bahnhof Pollegio
Der Bahnhof Pollegio war eine Bahnstation in der Gemeinde Pollegio im Schweizer Kanton Tessin.

## Geschichte
Im September 1918 gaben die SBB bekannt, im Rahmen des Ausbaus der Gotthardbahn zwischen Bodio und Biasca eine zusätzliche Haltestelle in Pollegio zu errichten. Diese wurde am 1. März 1920 gleichzeitig mit dem neuen Bahnhof Giornico eröffnet.
1994 wurden die Regionalzüge zwischen Airolo und Bellinzona eingestellt und durch einen Busbetrieb ersetzt, um die Gotthardlinie zu entlasten. Zwischen Airolo und Biasca wurden mit Ausnahme von Faido sämtliche Bahnhöfe und damit auch der Bahnhof Pollegio geschlossen.
Gleichzeitig wurde bekannt, dass der geplante Gotthard-Basistunnel bei Pollegio beginnen sollte. Die SBB wollten die Neubaustrecke mit der bestehenden Linie bei Pollegio verknüpfen, der Kanton Tessin hingegen forderte, die Stammlinie zu verlegen, was letztlich geschah. Im Juli 2013 wurden die Gleise am Eingang des Basistunnels auf einer Strecke von rund 2 Kilometern um einige hundert Meter nach Süden verlegt. Das längst verwitterte alte Stationsgebäude von Pollegio stand damit isoliert da und wurde bald darauf abgerissen. An die ehemalige Bahnstrecke erinnert heute die Via Vecchia Ferrovia («Alte-Eisenbahn-Strasse») in Pollegio.